# Bern von Baer
Pour les articles homonymes, voir von Baer.
Bern von Baer (20 mars 1911 à Berlin - 27 novembre 1981 à Rösrath) est un Oberst i.G allemand qui a servi au sein de la Heer dans la Wehrmacht pendant la Seconde Guerre mondiale et Generalmajor dans la Bundeswehr.
Il a été récipiendaire de la croix de chevalier de la croix de fer avec feuilles de chêne. La croix de chevalier de la croix de fer et son grade supérieur, les feuilles de chêne, sont attribués pour récompenser un acte d'une extrême bravoure sur le champ de bataille ou un commandement militaire avec succès.

## Décorations
- Croix de fer (1939)
  - 2e Classe (21 septembre 1939)
  - 1re Classe (29 mai 1940)
- Médaille du Front de l'Est (18 août 1942)
- Croix de chevalier de la croix de fer avec feuilles de chêne
  - Croix de chevalier le 13 janvier 1944 en tant que oberstleutnant i.G et Ia 16.Panzer-Division[1]
  - 761e feuilles de chêne le 28 février 1945 en tant que oberstleutnant i.G et chef des Stabes Fallschirm-Panzer-Korps « Hermann Göring »[2]
- Commandeur de l'ordre du Mérite de la République fédérale d'Allemagne (20 mars 1968)